# 森敦
森 敦（もり あつし、1912年（明治45年）1月22日 - 1989年（平成元年）7月29日）は、日本の小説家。

## 来歴・人物
長崎市（当時の銀屋町）出身。幼少期は朝鮮・京城府（今のソウル）で暮らし、京城中学校に学ぶ。1931年（昭和6年）に旧制第一高等学校に入学するも翌年退学。この頃、菊池寛に見出される。横光利一に師事し、その推薦により1934年（昭和9年）、22歳で東京日日新聞・大阪毎日新聞に「酩酊舟〔よいどれぶね〕」を連載、事実上の処女作となる。同年、太宰治、檀一雄、中原中也、中村地平らと文芸同人誌『青い花』の創刊に参加したが、作品の発表には至らず、奈良・東大寺の瑜伽山（ゆかやま）に住む。1941年（昭和16年）5月、横光利一夫妻の媒酌で前田暘〔よう〕と結婚。
1945年（昭和20年）頃から妻の故郷である山形県酒田市に住み、以後同県庄内地方を転々とする。1951年（昭和26年）8月下旬、鶴岡市にある真言宗の古刹・龍覚寺の住職の勧めで翌年春まで湯殿山注連寺に滞在する。尾鷲（三重）、弥彦（新潟）、大山（鶴岡）などを転々とした後、1966年（昭和41年）以降は東京都内に居を構える。印刷会社に勤務の傍ら、同人誌『ポリタイア』に「天上の眺め」その他の短編を発表。『季刊芸術』第26号（1973年7月）に発表した中編「月山」で、1974年に第70回芥川龍之介賞受賞。62歳での受賞は、2013年に黒田夏子が75歳で受賞するまで39年にわたって最高齢受賞記録であった。
他に『鳥海山』、『意味の変容』、第40回野間文芸賞受賞の長編『われ逝くもののごとく』などがある。なお、『意味の変容』は、『群像』に連載されていたものを再編し筑摩書房から出版されたもので、同じ時期に『群像』に連載を持っていた柄谷行人の強い要望によって出版が実現した。柄谷は、日本文学史上類例をみない奇跡的な私小説であり、その評価は非常に高いと言う（ちくま文庫の解説には岩井克人、浅田彰、中上健次等も賛辞を寄せている）。数学者の森毅は、理系的センスを褒めた。また『森敦全集』第2巻（筑摩書房）には先駆稿を含め搭載されている。山形県旧朝日村の名誉村民（現鶴岡市名誉市民）。
森富子ははじめ文学の弟子で、のち養女となり森夫妻の面倒を見た。職業作家としてのデビューはたいへんに遅かったが、手広い交友関係を持ち、また評価者も多かった。殊に小島信夫とは1949年ころからの知り合いであり、作家でシンガーソングライターの新井満は森によって見出された。小島の大長編『別れる理由』は、作中に森敦が登場することによって完結し、その後『群像』で小島と森は対談を連載した。小島の証言によれば、ありし日の文学同人らから「モリトン」と呼ばれていたという。

## 年譜
- 1912年、長崎市銀屋町に生まれる（本籍は熊本県天草）。
- 1932年、旧制一高を依願退学。
- 1934年、「酩酊船」（よいどれふね）を「東京日日新聞」「大阪毎日新聞」に連載して文壇に登場。
- 1934年、「青い花」（文芸同人誌）に参加。1935年より、奈良市、松本市を放浪。
- 1941年、横光利一夫妻の媒酌により前田暘〔よう〕と結婚。
- 1945年、この頃より酒田市、弥彦村、吹浦村、山形県庄内地方、尾鷲市などを放浪する。
- 1951年、8月下旬から翌年春まで真言宗の古刹：湯殿山注連寺に滞在。
- 1974年、『月山』で第70回芥川賞（昭和48年下半期）を受賞。
- 1987年、『われ逝くもののごとく』で第40回野間文芸賞を受賞。
- 1989年7月29日、新宿区市谷の自宅で意識を失い、東京女子医科大学病院へ搬送されたが、午後5時43分に腹部大動脈瘤破裂による急性心不全のため死去（享年77歳）[2]。墓所は新宿区光照寺[3]。戒名は雲月院敦誉正覚文哲居士[4][5]。旧朝日村名誉村民（現：鶴岡市名誉市民）となる。

## 著書
- 『月山』（河出書房新社、1974年）、新版再刊
- 『鳥海山』（河出書房新社、1974年）→「月山・鳥海山」（文春文庫、1979年、改版2017年）
- 『文壇意外史』（朝日新聞社、1974年）→「星霜移り人は去る　わが青春放浪」（角川文庫、1979年）
- 『私家版 聊齋志異』（潮出版社、1979年）→（小学館、2018年）
- 『わが青春 わが放浪』（福武書店、1982年）→（福武文庫、1986年）→（小学館、2017年）
- 『わが風土記』（福武書店、1982年）
- 『意味の変容』（筑摩書房、1984年）→（ちくま文庫、1991年）→「意味の変容・マンダラ紀行」（講談社文芸文庫、2012年）→（新編・ちくま学芸文庫、2024年）
- 『月山抄』（河出書房新社、1985年）
- 『マンダラ紀行』（筑摩書房、1986年）→（ちくま文庫、1989年）
- 『われ逝くもののごとく』（講談社、1987年）→（講談社文芸文庫、1991年）
- 『十二夜　月山注連寺にて』（実業之日本社、1987年）
- 『われもまた おくのほそ道』（日本放送出版協会、1988年）→（講談社文芸文庫、1999年）
- 『浄土』（講談社、1989年）→（講談社文芸文庫、1996年）、短篇集
- 『わが人生の旅 上 天の遊び』『― 下 百里を行く者』（弘済出版社、1990年）
- 『天に送る手紙』（小学館、1990年）→（小学館ライブラリー、1996年）
- 『酩酊船　森敦初期作品集』（筑摩書房、1990年）→（講談社文芸文庫、2008年）
- 『森敦全集』全8巻、別巻1（筑摩書房、1993-1995年）

1-6は作品、7・8はエッセイ、別巻は書簡・書誌・年譜

### 共著・対談集
- 『浦島太郎の人間探検記』（青春出版社、1975年）
- 『森敦のおかっぱ愛情学　どう愛し、どう生きるか』[6]（主婦と生活社、1975年）
- 『一即一切、一切即一　『われ逝くもののごとく』をめぐって』（法蔵館、1988年）
- 小島信夫『対談・文学と人生』（講談社文芸文庫、2006年）

### 翻訳
- 尾崎紅葉『金色夜叉』現代語訳『明治の古典』学習研究社、1982年
- ドナルド・T・ローデン『友の憂いに吾は泣く 旧制高等学校物語』監訳（上下、講談社、1983年）
- 洪思重『韓国人の美意識』監訳（三修社、1984年）

## 関連書籍
- 森敦先生文学記念碑建立並びに記念文集刊行実行委員会「森敦と月山」（東北出版企画、1981年）
- 井上謙『森敦 あれから十年』（文泉堂出版、1984年）
- 新井満『森敦　月に還った人』（文藝春秋、1992年）
- 井上謙『森敦論』（笠間書院、1997年）
- 森富子『森敦との対話』（集英社、2004年）
- 森富子『森敦との時間』（綜合社、2012年）
- 二ノ宮一雄『いのちの場所』（日本随筆家協会、2008年）ISBN 978-4-88933-334-3

## 関連人物
- 小島信夫
- 横光利一
- 太宰治
- 檀一雄
- 柄谷行人
- クルト・ゲーデル
- フランツ・カフカ
- さだまさし
- 三好徹
- 勝目梓